# Christoffel Jegher
Christoffel Jegher, född 1596, död omkring 1652, var en flamländsk grafiker.
Jehers utförde träsnitt för boktryckerifirman Plantin-Moretus i Antwerpen, varjämte han reproducerade teckningar av Rubens träsnitt. Jeghers blad utmärker sig för friskhet och måleriskt ljusdunkel.